# Amt Wester-Ohrstedt
Das Amt Wester-Ohrstedt war ein Amt im Kreis Husum in Schleswig-Holstein. Zu ihm gehörten die folgenden sieben Mitgliedsgemeinden:
- Ahrenviöl
- Ahrenviölfeld
- Hochviöl
- Immenstedt
- Oster-Ohrstedt
- Schwesing
- Wester-Ohrstedt

## Geschichte
1889 wurde der Amtsbezirk Schwesing aus der Kirchspielslandgemeinde Schwesing und Teilen des Forstgutsbezirks Gottorf (Immenstedt und Ohlingslust) gebildet. Die Kirchspielslandgemeinde Schwesing bestand aus den sechs Dorfschaften Ahrenviöl, Hochviöl, Immenstedt, Oster-Ohrstedt, Schwesing und Wester-Ohrstedt. Nach Auflösung des Forstgutsbezirks kam Ohlingslust zur Dorfschaft Wester-Ohrstedt und der Wald von Immenstedt in die gleichnamige Dorfschaft.
1934 wurden die Kirchspielslandgemeinde aufgelöst und die Dorfschaften bildeten eigenständige Landgemeinden. Noch im selben Jahr wurde Ahrenviölfeld als eigenständige Gemeinde aus Ahrenviöl ausgegliedert.
1948 wurde der Amtsbezirk aufgelöst und die sieben Gemeinden bildeten die Kirchspielslandgemeinde Wester-Ohrstedt, die noch im selben Jahr die Bezeichnung in Amt Wester-Ohrstedt änderte. Mit Bildung des Kreises Nordfriesland wurde das Amt 1970 aufgelöst und die Gemeinden bildeten mit den Gemeinden des Amtes Viöl das Amt Obere Arlau, dass 1978 seinen Namen in Amt Viöl änderte. Hochviöl wurde 1976 nach Viöl eingemeindet.